# Pliomelaena sauteri
Pliomelaena sauteri är en tvåvingeart som först beskrevs av Günther Enderlein 1911.  Pliomelaena sauteri ingår i släktet Pliomelaena och familjen borrflugor. Inga underarter finns listade i Catalogue of Life.